# アンドリュー・パーカー (ミンズミアのパーカー男爵)
ミンズミアのパーカー男爵アンドリュー・パーカー GCVO, KCB, PC（Andrew Parker, Baron Parker of Minsmere、1962年5月8日 - ）は、イギリスの官僚、一代貴族。

## 来歴
チャーチル・カレッジ出身。保安局（MI5）の諜報員として、2005年のロンドン同時爆破事件や翌年のロンドン旅客機爆破テロ未遂事件などの対応に当たった。2007年から副長官を務め、2013年にはジョナサン・エヴァンズの後任として長官に任命された（就任当初の内務大臣はテリーザ・メイ）。2020年、退任。同年よりノーザンブリア大学ロースクールの客員教授を務める。
2021年4月1日、エリザベス2世の侍従長に就任。女王が崩御すると、2022年9月19日に行われた国葬ではチャールズ国王が見守る中「戒めの杖（Wand of Office）」を折り、自身の任を解いた。